# Anna Buoninsegni
Anna Buoninsegni (Gubbio, 6 giugno 1952) è una poetessa, scrittrice, giornalista italiana.

## Biografia
Anna Buoninsegni umbra di nascita (nata a Gubbio dove tuttora vive e lavora), ma toscana di ascendenza, ha vissuto per alcuni periodi a Roma ed a Firenze, è laureata in filosofia ed è un'esperta negli aspetti multimediali della comunicazione.
Ha pubblicato cinque libri: "Pagine dal mare", otto racconti surreali (Arnaud, 1989), le raccolte di versi "Itinera" (Arnaud, 1992), "La stanza di Anna" con prefazione di Mario Luzi (Crocetti Editore, 1997), "Ad occhi aperti" con prefazione di Mario Luzi (Crocetti Editore, 2005) e la silloge poetica "AnnAlfabeti - Impronte di linguaggi" (Edizioni Unaluna, 2010) con incisioni a cura dello scultore e pittore italiano Walter Valentini.
Fa parte, come membro della giuria, del premio internazionale Mario Luzi, fondato a Roma.
È la presidente del Centro di poesia e letteratura Oderisi con sede in Gubbio, punto di riferimento della cultura letteraria umbra; ha curato la pubblicazione delle antologie "Anni ‘80 - Poesia italiana" (Jaca Book, 1993) e "I sentieri della notte" (Crocetti Editore, 1997).
Ha curato l'organizzazione generale di tre forum internazionali sulla comunicazione, per conto della Federazione nazionale stampa italiana.
Ha organizzato ed organizza iniziative legate alla promozione della letteratura e della poesia contemporanea. Coordina cicli di incontri sia di letteratura che di poesia.
Ha collaborato e collabora a riviste letterarie nazionali quali "Semicerchio", "Si scrive", "Poesia".
È curatrice per Crocetti Editore della collana di CD audio “Voci della poesia contemporanea”, dedicata ai poeti Giovanni Giudici, Franco Loi, Mario Luzi, Dacia Maraini, Alda Merini, Giovanni Raboni, Enzo Siciliano, Maria Luisa Spaziani ed Andrea Zanzotto.
È stata musicata dal compositore italiano Luciano Sampaoli nei concerti "A una voce sola m'accompagno" tenutisi a Forlì nel 1997 ed a San Benedetto del Tronto nel 1998.
Nel 2005 è stata una degli autori di "Isola della poesia", progetto curato dal pittore italiano Marco Nereo Rotelli inserito nell'ambito dell'Esposizione internazionale d'arte di Venezia.
È stata sposata con l'editore e regista italiano Alessandro Sartori, scomparso nel febbraio del 2013.
Anna Buoninsegni è attualmente la direttrice responsabile dell'Ufficio stampa e relazioni esterne del Comune di Gubbio e, tra i vari incarichi professionali da lei ricoperti, ha fatto parte del Comitato radiotelevisivo regionale dell'Umbria.

## Opere
- Pagine dal mare (Firenze, Arnaud 1989)
- Itinera (Firenze, Arnaud 1992)
- La stanza di Anna (Milano, Crocetti Editore 1997)
- Ad occhi aperti (Milano, Crocetti Editore 2005)
- AnnAlfabeti - Impronte di linguaggi (Gubbio, Edizioni Unaluna 2010)
- Finché splendi amore (Valverde, Le Farfalle 2018)

## Riconoscimenti
- 1998 - Premio Nazionale “Alpi Apuane” per il libro La stanza di Anna[12], fondato dal poeta e scrittore italiano Giuseppe Ungaretti
- 2000 - Premio Internazionale Eugenio Montale con la silloge poetica "Senza anestesia" [13]
- 2005 - Premio Nazionale di Letteratura e Giornalismo Alghero Donna [14], per la sezione Poesia con "Ad occhi aperti"
- 2006 - Premio Internazionale “Torri di Quartesolo”[15], sempre per "Ad occhi aperti"
- 2011 - secondo premio ex aequo col poeta italiano Claudio Recalcati al Premio Internazionale di Poesia “Città di Marineo”[16], per AnnAlfabeti - Impronte di linguaggi